# 预处理器
在计算机科学中，预处理器（英語：Preprocessor）是程序中处理输入数据，产生能用来输入到其他程序的数据的程序。输出被称为输入数据预处理过的形式，常用在之后的程序比如编译器中。所作处理的数量和种类依赖于预处理器的类型，一些预处理器只能够执行相对简单的文本替换和巨集展开，而另一些则有着完全成熟的编程语言的能力。
一个来自计算机编程的常见的例子是在进行下一步编译之前，对源代码执行处理。在一些计算机语言（例如：C语言）中有一个叫做预处理的翻译阶段。

## 词法预处理器
词法预处理器是最低级的预处理器，因为它们只需要词法分析，也就是说，它们在语法分析处理之前，根据用户定义的规则，进行简单的词法单元替换。典型的词法预处理器产生宏替换，包含其他文件的文本，并且条件性地编译或者包含文件。

### C预处理器
最常见的例子是C预处理器，采用以'#'为行首的指示。因为它不知道底层语言，它的使用被批评并且它的许多功能被其它语言直接内建。例如，巨集替换被显式内联和模板替代，包含变为编译期导入（compile-time import，这需要在目标代码中预先保存类型信息，使这个功能无法改进一个语言）；条件编译被if-then-else和死代码消除替代。

### 其他预处理器
其他词法预处理器包括一般用途的m4，最常用的跨平台构建系统，比如autoconf，和开源的巨集处理器GEMA，操作上下文模式。

## 句法预处理器
句法预处理器是由Lisp家族语言引进的。它们的作用是根据若干用户定义的规则转换语法树。对于某些程序语言，这些规则是使用同一种语言来写的（compile-time reflection）。这就是Lisp和OCaml的情况。某些程式語言依靠一個完全的外部語言來定義轉換，例如XSLT處理器處理XML的方式，或與靜態類型的對應語言CDuse。
靜態處理器常被用來自定程式語言的語法，並透過增加新的primitives或嵌入特定領域語言到一般用途的語言裡來擴充。

### 自定義語法
關於自定義語法的一個好例子是在OCaml程式語言裡兩個不同語法的存在。程式可能平常地由「正常語法」或「校正過的語法」寫成，並且按需求由兩者之一進行程式優化
類似地，一些OCaml語言寫成的程式藉由新運算符的增加來自定化語言的語法。

### 擴充語言
對於從巨集擴充語言最好的範例可在LISP語言家族裡找到。這種語言本身就是簡單的動態類型核心模塊，Scheme或Common Lisp的標準分配允許了命令或物件導向的程式編輯，靜態類型亦如此。幾乎所有這些特性都由語法預處理執行，雖然它的「巨集擴充」編譯階段由LISP的編譯器處理這點很值得一提就是。這仍然可以視為預處理的一種形式，因為它在編譯階段前就進行了。
類似地，靜態檢查、類型安全正規表式或代碼生成可能透過巨集被加入到OCaml的語法和語義裡，如同微線程（亦稱為協程或纖程）、單子或透明的XML操作。

## 作為模板引擎的預處理器
任何「一般目的預處理器」，例如M4，都可以當成模版引擎（template engine）使用。